# 바이콧
바이콧(Buycott)은 보이콧의 반대 개념으로, 어떤 물품을 사는 것을 권장하는 행동을 말한다. 예를 들면, 이스라엘에 대한 보이콧이 일어났을 때 바이콧이 일어나기도 하였다.